# Metalopha tridens
Metalopha tridens är en fjärilsart som beskrevs av Köhler 1952. Metalopha tridens ingår i släktet Metalopha och familjen nattflyn. Inga underarter finns listade i Catalogue of Life.